# Anna Mathilda Westman
Anna Mathilda Westman, född 3 juli 1825 i Söderfors socken, Uppsala län, död 29 maj 1919 i Stockholm, var en svensk målare.
Hon var dotter till bruksförvaltaren Gustaf Adolf Forssenius och från 1855 gift med direktören för Jernkontoret Ernst Willgott Westman samt mor till löjtnanten Sven Gustaf Westman och arkitekten Ernst Carl Westman. Vid sidan av sina husmorsplikter var hon verksam som akvarellmålare. På sin fars befallning målade hon 1855 en altartavla till Söderfors kyrka. Efter att hon flyttat till Stockholm brukade hon sitta på Nationalmuseum där hon kopierade äldre mästares verk.